# Moord op Ilan Halimi

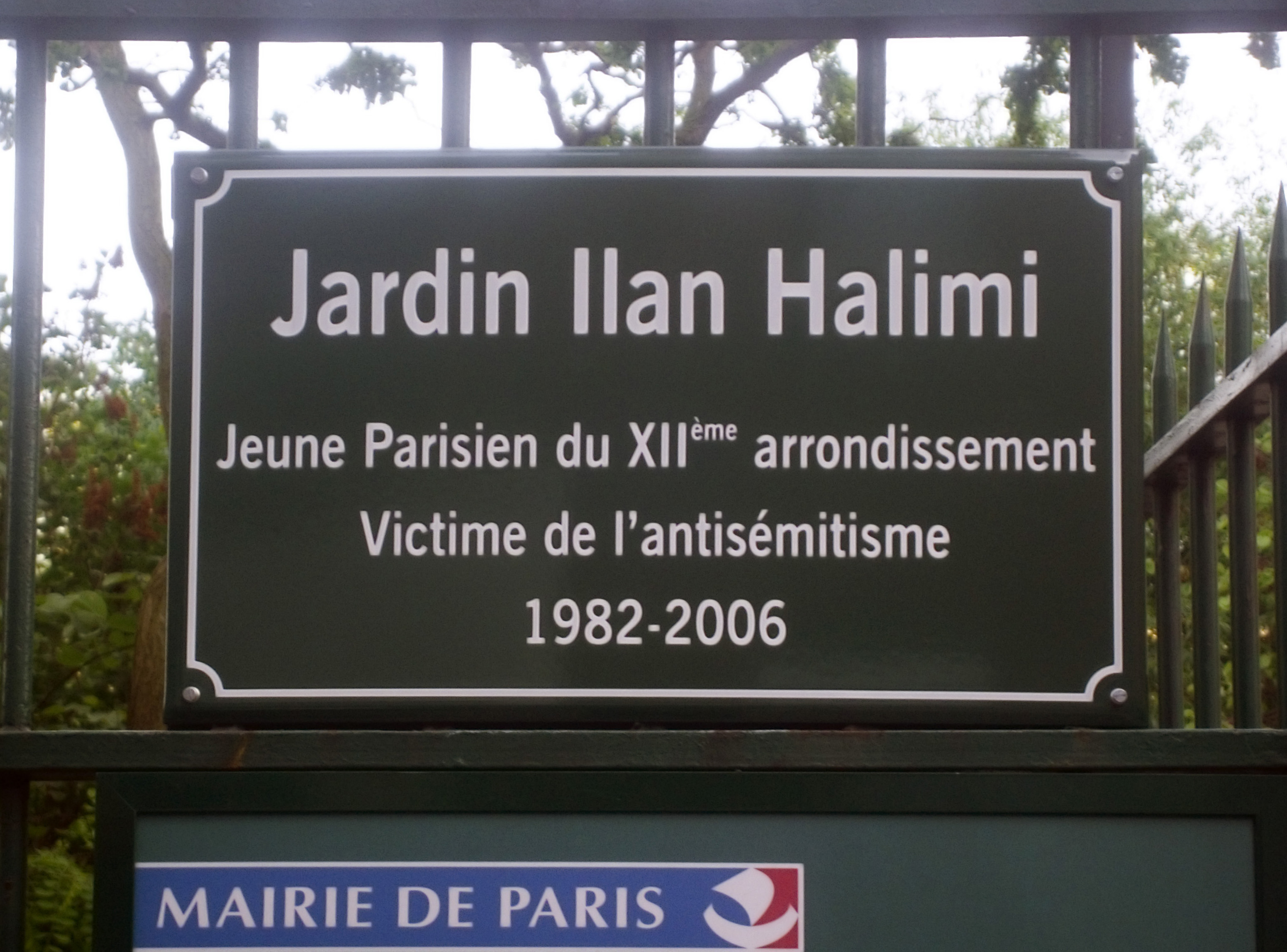
Bordje van de naar het slachtoffer genoemde Jardin Ilan-Halimi.

De moord op Ilan Halimi (Frans: Affaire du gang des barbares) was een geruchtmakend misdrijf in Parijs, waarbij een 23-jarige Fransman van Joods-Marokkaanse afkomst op 21 januari 2006 werd ontvoerd door een bende, de zogeheten gang des barbares. Op 13 februari van dat jaar werd hij voor dood achtergelaten langs een spoorlijn na stelselmatig te zijn mishandeld en gemarteld. Hij overleed die dag aan zijn verwondingen.
Het proces over de moord had plaats van april tot juli 2009 en leidde tot zware straffen voor de 19 mensen die betrokken waren bij het misdrijf.

## Ontvoering
De 23-jarige in Parijs woonachtige Ilan Halimi (Casablanca, 11 oktober 1982) werd door een jonge, blonde Iraans-Franse vrouw benaderd voor een afspraakje aan de kaaien. Daar aangekomen werd hij ontvoerd en drie weken vastgehouden in Bagneux, een stad ten zuiden van Parijs. Oorspronkelijk eisten de ontvoerders, die zichzelf 'de Barbaren' genoemd hadden, een losgeld van €450.000. De ontvoerders dachten namelijk dat de hele joodse gemeenschap hieraan mee zou betalen. Zijn moeder, een gescheiden Marokkaanse, kon dat bedrag niet opbrengen en waarschuwde de politie. Het losgeld daalde tot €100.000, waarna de politie het advies gaf om te stoppen met onderhandelen, en de telefoon niet meer op te nemen.
Op 13 februari trof de politie Ilan stervend aan in de buurt van de spoorwegen. Tachtig procent van zijn lichaam bestond uit bloeduitstortingen, brandwonden en ander letsel. De krant Libération berichtte dat Ilan een oor en een vingerkootje was kwijtgeraakt. Hij was geboeid en naakt. Op weg naar het ziekenhuis is hij overleden.

## Onderzoek
Het 'brein' achter de ontvoering en moord, Youssouf Fofana, werd in Ivoorkust aangehouden. Hij wordt verdacht van de moord op en marteling van Halimi. Fofana werd op zijn achttiende veroordeeld wegens medeplichtigheid aan een overval. Zelf ontkent hij dat antisemitisme een rol speelde bij het plegen van de misdaden.
Ilan werd in een flat in een buitenwijk van Parijs vastgehouden. Door een gebrek aan sociale controle (de bewoners van het appartementsblok moeten zeker iets van de ontvoering gemerkt hebben) werd de politie niet gewaarschuwd nadat men lawaai vernam uit de kelder waar Ilan werd vastgehouden.

## Proces
Het proces werd geopend op 29 april 2009 en reeds bij de eerste hoorzitting provoceerde Youssouf Fofana het hof. Toen hem werd gevraagd zijn identiteit en geboortedatum tijdens de hoorzitting te zeggen, antwoordde hij "arab africain islamiste salafiste"" en 13 februari 2006, Sainte-Geneviève des Bois; de datum en plaats overlijden van het slachtoffer. Omdat een aantal verdachten tijdens het misdrijf nog minderjarig waren, werd het proces grotendeels achter gesloten deuren gehouden.
Youssouf Fofana werd op 11 juli 2009 veroordeeld tot levenslange gevangenisstraf met een minimum van 22 jaar, de zwaarste straf naar Frans recht. Hij ging hiertegen (vruchteloos) in beroep. Ook de overige verdachten werden zwaar bestraft: dertien mensen kregen acht tot achttien jaar gevangenisstraf opgelegd, vijf mensen drie tot zeven jaar, en een vijftal mensen straffen tussen zes maanden en twee jaar.